# ESR1
ESR1 (estrogen receptor 1) is een gen dat transcriptiefactor ESR1 of ERα codeert. Het gen bevindt zich bij de mens op locus 6q25.1-q25.2 van chromosoom 6. Het eiwit is een oestrogeenreceptor, een kernreceptor die door oestrogeen wordt geactiveerd.
Met ERβ speelt ERα een belangrijke rol bij de ontwikkeling van de vrouwelijke geslachtsorganen en bijnierschors.
Het gen komt ook tot expressie in compact bot.
ESR1 speelt ook een rol bij de ontwikkeling van de hippocampus en het geheugen.

## Aandoeningen
Homozygote mutaties in ESR1 kunnen de oorzaak zijn van het oestrogeenongevoeligheidssyndroom.
Hoewel veel genmutaties borstkanker kunnen veroorzaken, is ESR1 betrokken bij meer dan twee derde van de gevallen.